# Liparis oppositifolia
Liparis oppositifolia är en orkidéart som beskrevs av Dariusz Lucjan Szlachetko. Liparis oppositifolia ingår i släktet gulyxnen, och familjen orkidéer. Inga underarter finns listade i Catalogue of Life.